# Rivière Énard
Pour les articles homonymes, voir Énard.
La rivière Énard est un affluent du lac Chibougamau, coulant dans les municipalités de Eeyou Istchee Baie-James et de Chibougamau, en Jamésie, dans la région administrative du Nord-du-Québec, dans la province de Québec, au Canada.
Le cours de cette rivière coule entièrement dans les cantons de Queylus et d’Obalski.
Le bassin versant de la rivière Énard est accessible par la route 167 qui dessert le côté Ouest et Sud du lac Chibougamau. Cette dernière route relie Chibougamau et Saint-Félicien (Québec). Le chemin de fer du Canadien National enjambe la rivière Énard à l’embouchure du lac Inlet.
La surface de la rivière Énard est habituellement gelée du début novembre à la mi-mai, toutefois la circulation sécuritaire sur la glace se fait
généralement de la mi-novembre à la mi-avril.

## Géographie
Les principaux bassins versants voisins de la rivière Énard sont :
- côté Nord : lac Chibougamau (baie Inlet), lac aux Dorés (rivière Chibougamau) ;
- côté Est : rivière Armitage, rivière Boisvert (rivière Normandin) ;
- côté Sud : ruisseau Audet, lac Palmer, lac Chevrier, lac La Dauversière, lacs Obatogamau ;
- côté Ouest : lac Merrill, rivière Chibougamau, lac Muscocho, rivière Obatogamau, lac à l'Eau Jaune.

La rivière Énard prend sa source à l’embouchure du lac Inlet (longueur :1,4 km ; altitude : 379 m) dans le canton de Queylus. Ce lac est situé entre la route 167 (Québec) et le chemin de fer. Cette source est située à :
- 5,7 km au Sud de l’embouchure de la rivière Énard (confluence avec le lac Chibougamau) ;
- 22,6 km au Sud de l’embouchure du Lac Chibougamau ;
- 5,8 km au Sud-Est du centre du hameau Obalski ;
- 10,0 km au Sud-Est de l’embouchure du lac aux Dorés (rivière Chibougamau) ;
- 23 km au Sud-Est du centre-ville de Chibougamau ;
- 13,6 km au Nord-Ouest de la limite entre Eeyou Istchee Baie-James (région administrative du Nord-du-Québec) et de la municipalité régionale de comté (MRC) Le Domaine-du-Roy (région administrative du Saguenay-Lac-Saint-Jean).

À partir de sa source (lac Inlet), la rivière Énard coule sur 7,8 km généralement vers le Nord-Est selon les segments suivants :
- 4,2 km vers le Nord en coupant le chemin de fer du Canadien National, jusqu’à la limite Sud de la ville de Chibougamau ;
- 3,6 km vers le Nord-Est dans la ville de Chibougamau (canton d’Obalski), jusqu’à son embouchure[1].

La rivière Énard se déverse sur la rive Sud de la baie Inlet laquelle constitue une extension vers le Sud-Ouest du lac Chibougamau. Cette baie est bornée du côté Ouest par la péninsule Devlin (longueur : 6,4 km jusqu’à « La Longue Pointe ») qui s’étire vers le Nord-Est vers le centre du lac Chibougamau. Ce secteur du lac comporte plusieurs dizaines d’îles dont les îles Yvonne, Alphonse et Boulder.
À partir de cette embouchure, le courant coule sur 17,6 km, en traversant vers le Nord le lac Chibougamau et en contournant l’île du Portage. Le lac Chibougamau s’avère le principal lac de tête de rivière Chibougamau.
À partir de l’embouchure du lac Chibougamau, le courant traverse le Lac aux Dorés (rivière Chibougamau), puis descend généralement vers le Sud-Ouest (sauf les grands S de la partie supérieure de la rivière) en empruntant la rivière Chibougamau, jusqu'à sa confluence avec la rivière Opawica. À partir de cette confluence, le courant coule généralement vers le Sud-Ouest par la rivière Waswanipi, jusqu’à la rive Est du lac au Goéland (rivière Waswanipi). Ce dernier est traversé vers le Nord-Ouest par la rivière Waswanipi qui est un affluent du lac Matagami. Finalement le courant emprunte la rivière Nottaway pour se déverse dans la Baie de Rupert, au Sud de la Baie James.
L’embouchure de la rivière Énard située à :
- 8,4 km au Nord-Est de l’embouchure du lac aux Dorés (rivière Chibougamau) ;
- 17,1 km au Sud de l’embouchure du lac Chibougamau ;
- 120,5 km au Nord-Est de l’embouchure de la rivière Chibougamau (confluence avec la rivière Opawica) ;
- 382 km au Sud-Est de l’embouchure de la rivière Nottaway ;
- 39,1 km à l’Est du centre du village de Chapais (Québec) ;
- 18,2 km au Sud-Est du centre-ville de Chibougamau.

## Toponymie
Le toponyme rivière Énard a été officialisé le 17 juillet 1970 à la Commission de toponymie du Québec.